# La Vall (Sant Bartomeu del Grau)
La Vall és un edifici de Sant Bartomeu del Grau (Osona) inclòs a l'Inventari del Patrimoni Arquitectònic de Catalunya.

## Descripció
Es tracta d'un edifici de dos pisos, de planta rectangular i teulat a doble vessant. Els murs són fets amb pedres irregulars i poc morter, posteriorment arrebossat i en alguns llocs ja degradat. La porta d'entrada és feta amb grans dovelles que formen un arc. Totes les finestres conserven la llinda de pedra. Al voltant de la casa hi ha diverses construccions annexes que s'havien usat com a pallers o corts. Al davant de la casa i ha un mur baix que creava una era.